# 野呂信次郎
野呂 信次郎（のろ しんじろう、1909年7月28日 - 1987年10月19日）は、日本の音楽評論家。
静岡県生まれ。1937年青山学院神学部卒。武蔵野音楽大学教授。妻は東京芸術大学名誉教授・ピアノの野呂愛子（1909年 - 1996年2月12日）。

## 著書
- 『世界をめぐる名曲のアルバム』名曲堂 1950
- 『オペラは愉し』名曲堂 1951
- 『世界の音楽家 少年少女のための名曲解説』牧書店(学校図書館文庫)1954
- 『名曲と楽聖のはなし』音楽之友社(少年音楽文庫) 1955
- 『学年別・名曲の事典』牧書店 1958
- 『フォスター』少年少女世界伝記全集 1(アメリカ編 1) 講談社 1960
- 『プロコフィエフ』少年少女世界伝記全集 9(ロシア編) 講談社 1961
- 『ベートーベン』幼年世界伝記全集 講談社 1965
- 『ベートーベン』ポプラ社(世界伝記全集) 1966
- 『名曲物語』社会思想社(現代教養文庫) 1969
- 『世界の音楽家ものがたり』1979 (少年少女講談社文庫)

### 共著編
- 『ジョン・ウェスレーと音楽』津川主一共著 教文館 1937
- 『美術と音楽』嘉門安雄共編 少年少女学習百科全集 7 講談社 1963

### 翻訳
- ブロワー『世界の音楽家』世界ジュニアノンフィクション全集 3(地理・芸術編) 講談社 1962
- フリーマン『十人の音楽家の物語』世界の名作図書館 46 講談社 1970

## 参考
- 文藝年鑑、著書の略歴、新聞記事[要文献特定詳細情報]